# Isländische Badmintonmeisterschaft 1968
Die Isländische Badmintonmeisterschaft 1968 fand in Reykjavík statt. Es war die 20. Auflage der nationalen Titelkämpfe von Island im Badminton.

## Titelträger
| Disziplin    | Sieger                                       |
| ------------ | -------------------------------------------- |
| Herreneinzel | Óskar Guðmundsson                            |
| Dameneinzel  | nicht ausgetragen                            |
| Herrendoppel | Jón Árnason Viðar Guðjónsson                 |
| Damendoppel  | Hulda Guðmundsdóttir Rannveig Magnúsdóttir   |
| Mixed        | Lárus Guðmundsson Jónína Nieljóhníusardóttir |